# Alcatraz (Maio)
Alcatraz – wieś na wyspie Maio, w Republice Zielonego Przylądka. W 2010 roku liczyła 232 mieszkańców. Miejscowość położona we wschodniej części wyspy, około 13 km na wschód od centrum administracyjnego concelho Maio, miasta Porto Inglês.